# (34878) 2001 UU34
(34878) 2001 UU34 est un astéroïde de la ceinture principale découvert en 2001.

## Description
(34878) 2001 UU34 a été découvert le 16 octobre 2001 à l'observatoire Magdalena Ridge, situé dans le comté de Socorro, au Nouveau-Mexique (États-Unis), par le projet Lincoln Near-Earth Asteroid Research (LINEAR).

### Caractéristiques orbitales
L'orbite de cet astéroïde est caractérisée par un demi-grand axe de 2,97 ua, un périhélie de 2,75 ua, une excentricité de 0,08 et une inclinaison de 10,08° par rapport à l'écliptique. Du fait de ces caractéristiques, à savoir un demi-grand axe compris entre 2 et 3,2 ua et un périhélie supérieur à 1,666 ua, il est classé, selon la JPL Small-Body Database, comme objet de la ceinture principale.

### Caractéristiques physiques
(34878) 2001 UU34 a une magnitude absolue (H) de 14,4 et un albédo estimé à 0,286.